# Karabogaz
Karabogaz város Türkmenisztán Balkan tartományában, a Kaszpi-tengert a Kara-Bogaz-öböltől elválasztó földnyelven. Neve 2002-ig Bekdaş, Бекдаш volt.
Lakossága 1991-es adatok szerint 7300 fő volt.
Gazdasági jelentőségét a Kara-Bogaz-öböl evaporit ásványi lelőhelyeire épült vegyi kombinát, valamint kikötője adja.